# Agelaia angulata
Agelaia angulata är en getingart som först beskrevs av Fabricius 1804.  Agelaia angulata ingår i släktet Agelaia och familjen getingar. Utöver nominatformen finns också underarten A. a. bertonii.